# Run On (serie televisiva)
Run On (런 온?) è una serie televisiva sudcoreana del 2020.

## Trama
Ki Seon-gyeom, un ex-corridore, si ritrova a dover lavorare a stretto contatto con Oh Mi-joo, traduttrice di sottotitoli sottopagata e con problemi di liquidità; contemporaneamente, si intrecciano anche le vite di Seo Dan-ah, ragazza autoritaria e tenace, e dello studente universitario Lee Young-hwa.